# Mural gótico
Un mural gótico es una pintura mural de estilo gótico.                  

## Características
Se trata de pintura sobre pared valiéndose de la técnica de pintura al fresco, perfeccionada por Giotto, o al temple. La segunda se corresponde con una pintura al fresco donde se han añadido algunos componentes o pigmentos como el huevo, para mejorar los colores. En ambos casos, se pinta sobre una capa de yeso fresco, de ahí su nombre, con un dibujo previo.
La principal diferencia de los murales de estilo románico, de los que son herederos éstos del gótico, es que en el período románico su finalidad era religiosa, y en el período gótico, su finalidad será también política, es decir, con usos civiles diferentes a los religiosos. Los motivos religiosos continúan durante toda la Edad Media, pero con cada vez menos importancia, al ser sustituidos a partir del siglo XIV por retablos de madera pintados al óleo o con mezclas de temple y óleo.

## Murales en Teruel
Un ejemplo es el mural encontrado en el año 1991 en un antiguo palacio de la calle Mayor de Alcañiz (Teruel). Fue descubierto y estudiado por Juan José Barragán, quien ha originado la teoría de que las Casas Consistoriales renacentistas surgen de las Casas Comunes medievales, no de los modelos italianos de las ciudades-estado, como se entendía hasta ahora. En concreto, se trata de dos escenas de un antiguo tríptico, de grandes dimensiones (los personajes están representados a tamaño natural), y que representan una crucifixión y una psicostasis. En la actualidad, se puede visitar en los bajos de la Casa Consistorial, sita en la Plaza de España, siendo uno de los espacios que se recorren dentro de la visita turística a la ciudad.
La teoría surge de sus paralelos con los desaparecidos murales de las Casas Comunes de Valencia, cuyo contrato coincide prácticamente con el vestigio mural hallado en Alcañiz. Además, la datación iconográfica y paleográfica le otorgan una cronología de mediados del siglo XV, momento en que se hallan documentadas las Casas Comunes de Alcañiz.
Otro caso interesante, de mayor calidad y dimensiones, es el conjunto mural de la Ermita de Santa Ana, en Alfambra (Teruel), datado a finales del siglo XV, y donde aparecen tres escenas de grandes dimensiones, de forma que estos murales cubrían originalmente toda la zona de la cabecera de esta iglesia medieval, actualmente ermita. Presenta tres escenas: Última Cena, San Jorge, y San Juan Bautista. Falta una cuarta de la que apenas quedan restos. Los dos rasgos más interesantes son un posible retrato de los Reyes Católicos en la escena del San Jorge, y la figura del donante, en la escena del San Juan Bautista. Técnicamente, su calidad se demuestra por la utilización de tan sólo tres colores, rojo, blanco y oro, que le han permitido al autor o autores realizar los retratos citados, hasta el punto de que nos ha sido posible identificarlos.